# Az Omega összes koncertfelvétele 2.
Az Omega összes koncertfelvétele 2. az Omega 1980-as és 1990-es években készült koncertfelvételeinek gyűjteményes kiadása.

## CD 1.

### Kisstadion 1980
Megegyezik a Kisstadion ’80 Omega-blokkjával.
A dalok a Presser Gábor-Adamis Anna szerzőpárostól származnak, kivéve, ahol a szerzőség jelölve van.
1. A nagy folyó (Omega-Sülyi Péter)
2. Tízezer lépés
3. Tékozló fiúk
4. Petróleumlámpa
5. Gyöngyhajú lány

### Országos turné 1980
A felvételen a készülőben lévő Omega X: Az arc album dalai hallhatók ideiglenes szöveggel. A dalokat kollektíven jegyzi zeneszerzőként az Omega, szövegíró Sülyi Péter.
1. Nem kell a szereteted (Az üzenet)
2. Az arc
3. Száguldó világ (Életfogytig rock and roll)

### Városliget 1984
A Vigyázz ránk! szövege helyenként eltér a későbbi albumverziótól.
1. 200 évvel az utolsó háború után (Molnár György – Kóbor János – Sülyi Péter)
2. Kemény játék (Omega – Sülyi Péter)
3. Vigyázz ránk! (Omega – Sülyi Péter)

### Kisstadion 1987
1. Naplemente (Presser Gábor – Adamis Anna)

### Közreműködött
- Benkő László – billentyűs hangszerek, vokál
- Debreczeni Ferenc – dob, ütőhangszerek
- Kóbor János – ének
- Mihály Tamás – basszusgitár, vokál
- Molnár György – gitár
- Laux József (ex-Omega) – dob, ütőhangszerek (Kisstadion 1987)
- Presser Gábor (ex-Omega) – billentyűs hangszerek, ének, vokál (Kisstadion 1980, Kisstadion 1987)

## CD 2. – Budapest Sportcsarnok 1982
A Jubileumi koncert című album CD-változata. Terjedelmi okok miatt lemaradt az Atlantis. Ennek koncertfelvétele a 2011-ben kiadott Kiabálj, énekelj! ritkaságválogatáson jelent meg CD-n.
2022-ben újra megjelent a teljes koncertanyag a GrundRecords gondozásában.
A dalokat kollektíven jegyzi zeneszerzőként az Omega, a szövegíró Sülyi Péter, kivéve ott, ahol a szerzőség jelölve van.
1. Rákóczi-induló (bevonulózene)
2. A nagy folyó
3. Kemény játék
4. Ajánlott útvonal
5. Életfogytig rock and roll
6. Tízezer lépés (Presser Gábor – Adamis Anna)
7. A holló
8. Szemközt a rózsaszínnel
9. Kenyér és információ
10. Kötéltánc
11. Őrültek órája (Omega – Várszegi Gábor)
12. A hatalom színháza
13. Addig élj (Molnár György – Kóbor János)
14. Nem tudom a neved (Mihály Tamás – Kóbor János – Sülyi Péter)
15. Gyöngyhajú lány (Presser Gábor – Adamis Anna)

## CD 3. – Népstadion 1994
Válogatás a Népstadion 1994 Omegakoncert – No. 1. Vizesblokk és a Népstadion 1994 Omegakoncert – No. 2. Szárazblokk albumok anyagából.
1. Nyitány (Omega)
2. Gammapolis I. (Omega – Várszegi Gábor)
3. Ismertem egy lányt (Presser Gábor – Adamis Anna)
4. Sötét a város (Presser Gábor – Adamis Anna)
5. Égi vándor (Omega – Várszegi Gábor)
6. Léna (Omega – Várszegi Gábor)
7. (Start -) Napot hoztam, csillagot (Omega – Sülyi Péter)
8. 1958-as Boogie-woogie klubban (Presser Gábor – Adamis Anna)
9. Azt mondta az anyukám (Presser Gábor – S. Nagy István)
10. Wind of Change (Klaus Meine)
11. Fekete pillangó (Omega – Sülyi Péter)
12. Petróleumlámpa (Presser Gábor – Adamis Anna)
13. Nyári éjek asszonya (Omega – Várszegi Gábor)
14. Addig élj (Molnár György – Kóbor János)
15. Gyöngyhajú lány (Presser Gábor – Adamis Anna)